# 2-я армия (Войско польское)
2-я армия Войска польского (пол. 2 Armia Wojska Polskiego) — польское воинское соединение, сформированное в 1944 году.

## История

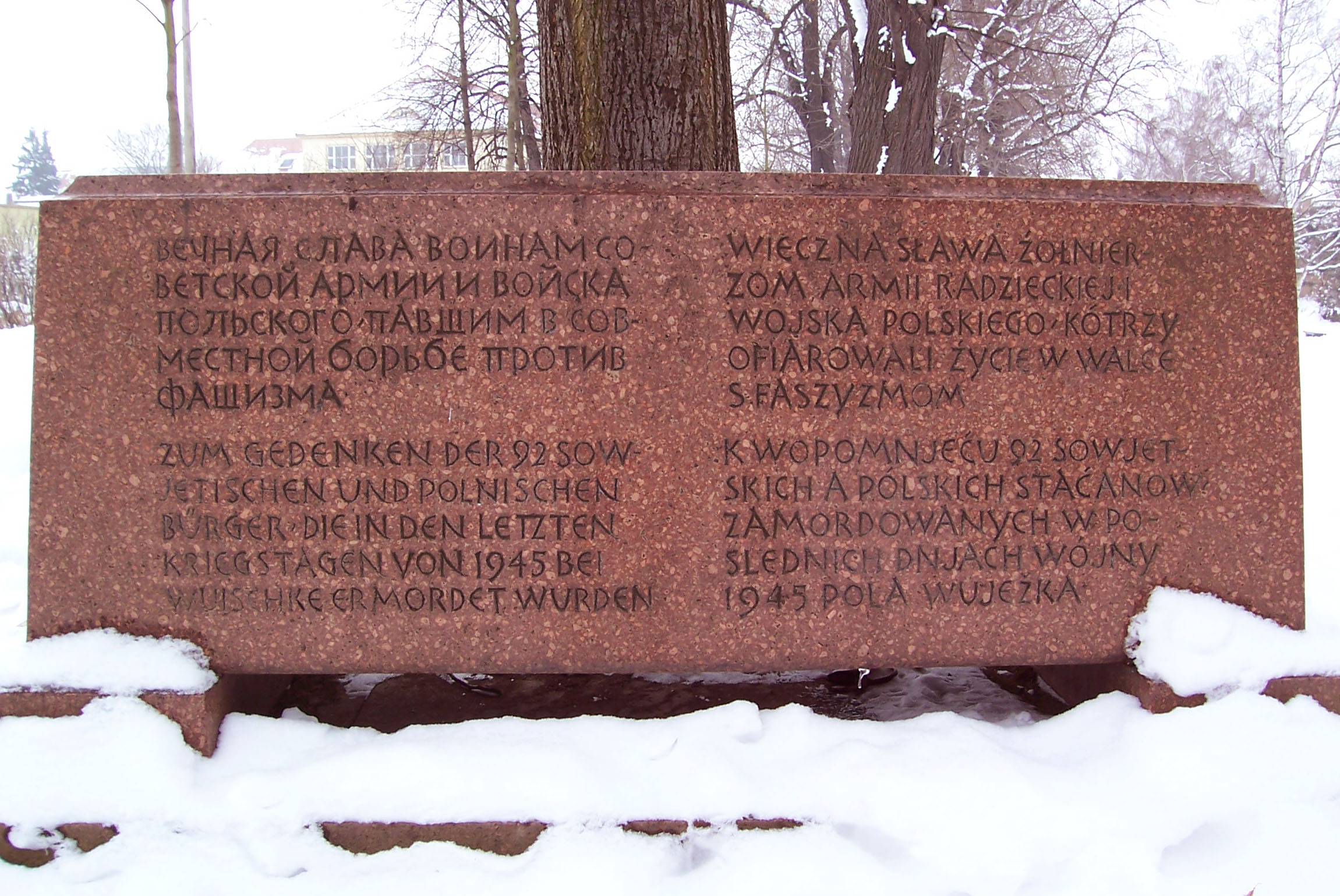
мемориальный камень в городе Бауцен

Решение о создании 2-й армии Войска Польского было принято Крайовой Радой Народовой 8 августа 1944 года.
Формирование армии началось 20 сентября 1944 года и было завершено к январю 1945 г. Командующим армией являлся генерал-лейтенант Кароль Сверчевский, его заместителем — полковник Эдмунд Пщулковский. Армия состояла из 5-й, 6-й, 7-й и 8-й пехотных дивизий и 1-го польского бронетанкового корпуса.
19 марта 1945 года 2-я армия Войска Польского вошла в состав 1-го Украинского фронта и к концу марта прибыла на линию фронта на участке Бреславль — Лешно — Кротошин.
В дальнейшем 2-я польская армия приняла участие в Берлинской операции, где подверглась мощному немецкому контрудару. В ходе встречного сражения севернее Дрездена она понесла значительные потери и была вынуждена отступить до 20 километров. Армия завершила войну участием в Пражской операции.
После окончания войны, 17 мая 1945 года, 2-я армия Войска Польского была выведена из оперативного подчинения советских войск 1-го Украинского фронта. В дальнейшем части армии некоторое время несли службу на западных польских землях (в том числе, осуществляли охрану новой границы по Одеру и Нейсе).
22 сентября 1945 года армия была расформирована, её штаб был преобразован в командование одного из военных округов, а личный состав — частично демобилизован.

## Организационная структура
Первоначально, в состав 2-й армии Войска Польского входили следующие части и подразделения:
- командование и штаб армии;
- 5-я пехотная дивизия Войска Польского (5 Dywizja Piechoty);
- 6-я пехотная дивизия Войска Польского (6 Dywizja Piechoty) (с октября 1944 года - 9-я пехотная дивизия (9 Dywizję Piechoty));
- 7-я пехотная дивизия Войска Польского (7 Dywizja Piechoty);
- 8-я пехотная дивизия Войска Польского (8 Dywizja Piechoty);
- части корпусного подчинения:
  - 4-я сапёрная бригада (4 Brygada Saperów);
  - 5-й отдельный тяжёлый танковый полк (5 samodzielny pułk czołgów ciężkich) (сформирован в августе 1944 года);
  - 33-й отдельный моторизованный понтонный батальон (33 samodzielny zmotoryzowany batalion pontonowo-mostowy);
- тыловые структуры, части боевого обеспечения и обслуживания.

В дальнейшем в состав армии были включены дополнительные части и подразделения:
- 5-я бригада тяжёлой артиллерии (5 Brygadę Artylerii Ciężkiej);
- 9-я бригада противотанковой артиллерии (9 Brygadę Artylerii Przeciwpancernej);
- 3-й миномётный полк (3 samodzielny pułk moździerzy);
- 3-я дивизия зенитной артиллерии (3 Dywizję Artylerii Przeciwlotniczej);
- 16-я танковая бригада (16 Brygadę Pancerną).

## Сражения
- Баутцен-Вайсенбергское сражение. Основной задачей 2-й армии Войска Польского в начальный период Берлинской операции было прикрытие с юга ударной группировки 1-го Украинского фронта[3]. 10-11 апреля 1945 года части 2-й армии Войска Польского заняли позиции на берегу реки Нейсе[4]. 16-17 апреля 1945 года 2-я армия Войска Польского и 52-я армия перешли в наступление, продвинувшись на 13 км в глубину обороны противника — была прорвана основная полоса немецкой обороны, а отдельные части вклинились во вторую полосу обороны противника[5]. 20-22 апреля 1945 года совместно с 52-й армией вела оборонительные бои в районе Гёрлица против перешедшей в контратаку дрезденско-гёрлицкой группировки противника. После перегруппировки войск, произведённой в ночь с 22 на 23 апреля 1945 года, утром 23 апреля 1945 года противник нанёс удар вдоль реки Шпрее, в направлении на Шпремберг. В результате ударная группировка немцев (две дивизии и около 100 танков) прорвала фронт и продвинулась к северу на 20 километров. Как отмечал маршал И. С. Конев, «предпринимая сильный фланговый контрудар, гитлеровцы надеялись создать кризисную обстановку на всём левом фланге наших войск и повлиять на ход операции на главном, берлинском, направлении. Но такая задача была им уже не по силам. Кризисного положения им создать не удалось». В результате прорыва немцам удалось продвинуться на 33 км в направлении Шпремберга и выйти на тылы 2-й армии Войска Польского, однако к вечеру 24 апреля 1945 года их наступление было остановлено[6]. 8 мая 1945 года 5-я гвардейская армия, части 3-й гвардейской армии, 3-й гвардейской танковой армии и 2-я армия Войска Польского полностью овладели Дрезденом[7].